# Холодок приморський
Холодок приморський, холодок Левіної як Asparagus levinae (Asparagus maritimus) — вид рослин з родини холодкових (Asparagaceae), поширений у Марокко, південній Європі та Україні. Є видом, який перебуває під загрозою зникнення на території Запорізької області.

## Опис

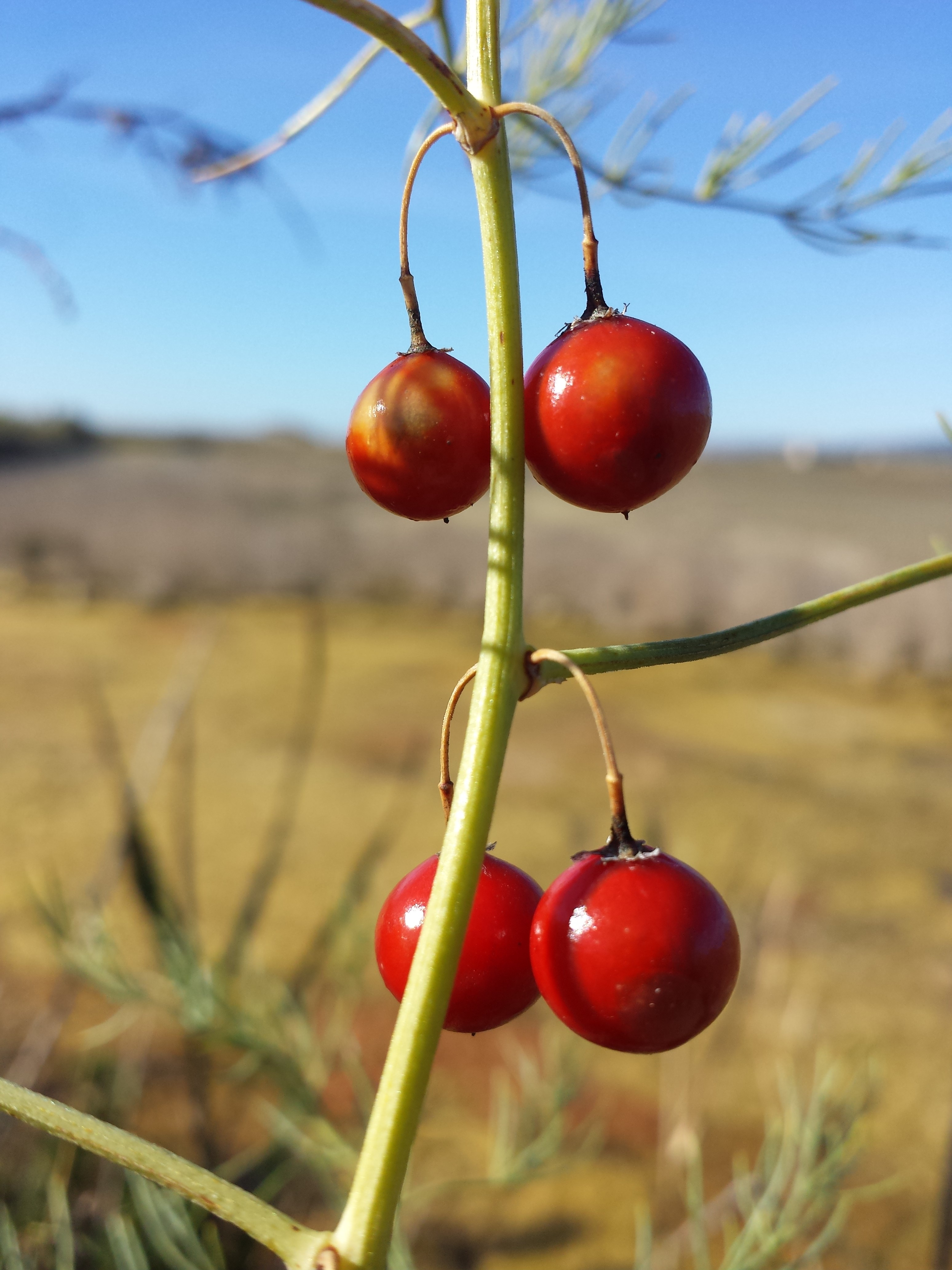
супліддя

Це дводомний, багаторічний вид. Рослина від 20 до 100 см заввишки. Пагони гіркі. Стебло трав'янисте, зелене. Квіти жовтувато-зелені, поодинокі або подвійні. Ягода червона, ≈ 6 мм в діаметрі
Період цвітіння травень — червень.

## Поширення
Поширений у Марокко, південній Європі та Україні.
Зростає на піщаних ґрунтах біля узбережжя в Середземномор'ї.
В Україні вид зростає на берегах річок, на піщаних і засолених ґрунтах морських узбережжях — у Степу і Степовому Криму, розсіяно.

## Використання
У деяких місцях цей вид використовується як джерело дикої їжі. Іноді культивується з насіння. Цей вид є вторинним генетичним родичем культивованої спаржі (Asparagus officinalis), тому він має потенціал для використання в якості донора генів для поліпшення врожаю, особливо для надання солестійкості та стійкості до грибкової хвороби Puccinia asparagi.

## Загрози й охорона
Урбанізація та прибережний розвиток можуть стати загрозливим фактором для цього виду, враховуючи, його природне середовище існування.